# Eustachy Erazm Sanguszko w mundurze kawalerii narodowej
Eustachy Erazm Sanguszko w mundurze kawalerii narodowej (1794) – powstały w 1871 obraz autorstwa polskiego malarza Juliusza Kossaka.
Akwarela Kossaka to portret konny Eustachego Erazma Sanguszki księcia i generała polskiego, uczestnika insurekcji kościuszkowskiej. Obraz przedstawia Sanguszkę w mundurze polskim. To mundur Kawalerii Narodowej (chorągiew pancerna). Bohater w takim mundurze podczas powstania kościuszkowskiego w bitwie pod Szczekocinami uratował życie Tadeuszowi Kościuszce.